# Cultura de Swifterbant
La Cultura de Swifterbant (5300 - 3400 aC.) és una cultura arqueològica del subneolític. Va ser anomenada pel poble de Swifterbant al Flevopolder, on es van fer les primeres trobades.

## Història
Als anys 50 i 60 del segle passat, es van trobar restes d'un sistema de rases petites i preses d'aigua naturals de la prehistòria a 5-6 metres sota el N.A.P. als pòlders que acabaven de ser dessecats. També es van trobar les restes de poblacions del Mesolític i Neolític. Del 1962 fins al 1978 les poblacions van ser excavades i les trobades van ser analitzades, el que va resultar en algunes publicacions als anys 90. Hi ha 14 poblacions conegudes, de les quals dues van ser excavades.

## Estil de vida
La cultura es troba sobretot en zones amb molta aigua. Encara no han trobat poblacions a parts més alts.
Les comunitats d'entre 40 i 80 persones van viure sobretot de pesca (com el lluç de riu, l'esturió comú, el salmó europeu, l'anguila i el silúrid) i de la caça (com el cérvol, la llúdria, l'ant, l'os bru i ocells d'aigua). També van col·leccionar plantes salvatges com l'avellaner, la pomera silvestre europea, la móra i la gatassa. Al voltant de 4500 aC. la ramaderia (porcs i bous) va començar a tenir un paper més a més important. També coneixien la pisana i l'ordi.